# Brederode (hajó)
A Brederode a Hollandiai Egyesült Köztársaság tengerészetének a sorhajója és zászlóshajója volt az első angol–holland háború idején. Nevét Johan Wolfert van Brederoderől kapta. 1644-ben építették Rotterdamban.

## Leírása
A Brederode hozzávetőleges hossza 40 méter (132 láb), mélysége 4,1 méter (13,5 láb), szélessége 9,8 méter (32 láb) volt. A hajó fegyverzete 54 ágyúból állt: 4 darab 16 kilogrammos, 12 darab 10 kilogrammos és 8 darab 8 kilogrammos az alsó fedélzeten, valamint 20 darab 5 kilogrammos a felső fedélzeten. Ezeken kívül 10-12 darab 3 kilogrammos súlyú töltetek kilövésére alkalmas ágyú helyezkedett el az első fedélzeten és a tatfedélzeten.

## A hajó története
A Brederodét Jan Salomonszoon van den Tempel hajóács tervezte. Először Witte Corneliszoon de With altengernagy zászlóshajójaként szolgált 1645 májusától egészen 1647-ig, majd áthelyezték Maarten Tromp tengernagy irányítása alá. Még ugyanebben az évben újra De With zászlóshajója lett egy felfedezőút céljából Holland Brazíliába, ahonnan csak 1650-ben tért vissza. Később 1651-ben tehette fel ismét Tromp a zászlóját a Brederodéra a királypárti partizánhajók elleni támadásoknál Szicíliánál.
A Brederode jelen volt az Első Angol-Holland Háborúban Tromp parancsnoksága alatt a Goodwin Sands-i ütközetnél 1652. május 29-én. Miután Tromp elvesztette az angolok elleni ütközetet a Shetland-szigeteknél júliusban, Tromp tengernagyot felmentették és ideiglenesen Michiel de Ruyter vette át a parancsnokságot.

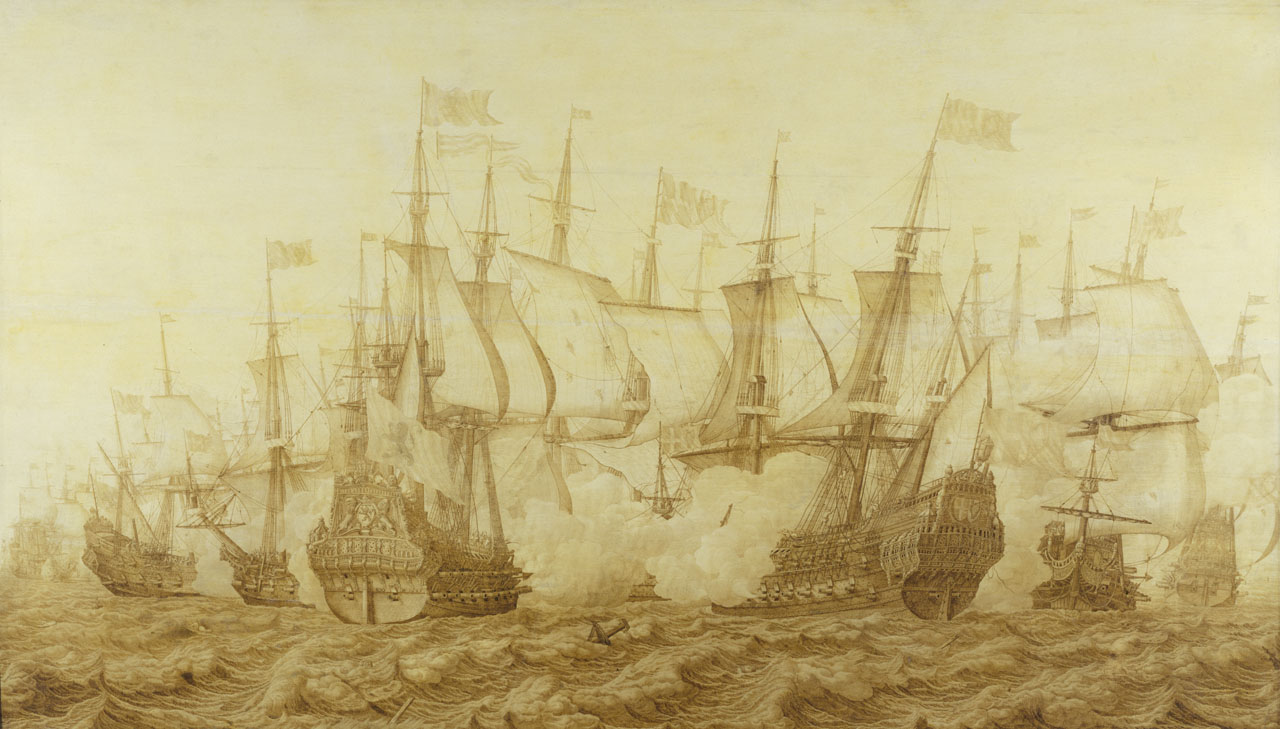
Heerman Witmont alkotása a Gabbardi ütközetről 1653. június 12-én. A kép a Brederodeát ábrázolja (jobbra) ahogy megütközik az angol Resolutionnal, ami a HMS Prince Royal az ideiglenes neve volt.

Amikor De Ruytert alárendelték De With altengernagynak szeptemberben, a Brederode legénysége megtagadta De With parancsnokságát így De Ruyter maradt a parancsnok. Az ő vezetése alatt a Brederode részt vett a Kentish Knock-i ütközetben 1652. október 8-án.
Miután Tromp visszavette a Brederode-ot, rész vett a dungenessi ütközetben, 1652. december 10-én, ahol az angolok majdnem elfoglalták a hajót. Később újra harcba szállt 1653. február 18-án a portlandi ütközetben, és az 1653. június 12-ei gabbardi csatában is, ami döntetlenül végződött William Penn's tengernagy ellen. Még ezen a napon Tromp emberei elfoglaltak egy angol hajót, de az angolok visszaverték őket, és ellentámadtak. Tromp csak egy robbantással volt képes elűzni a támadókat a Brederode fedélzetéről. Másnap, június 13-án az angolokhoz egy hajóraj csatlakozott Robert Blake tengernagy vezetésével, és a hollandokat legyőzték.
A Brederode utolsó nagyobb harca a scheveningeni csata volt 1653. július 26-án, amikor Tromp tengernagyot megölték. A helyettes kapitány, Egbert Bartholomeusz Kortenaer, egy hosszú kúp alakú zászlót húzott fel Tromp tiszteletére.

## A hajó pusztulása
A nagy északi háborúban az Egyesült Köztársaság expedíciós csapatot küldött, hogy támogassák Dániát a X. Károly Gusztáv svéd király elleni harcokban. Az 1658. november 8-i soundi ütközetben a holland flotta Jacob van Wassenaer Obdam altengernagy vezetésével legyőzte a svéd flottát és megállították Koppenhága ostromát.
Van Wassenaer, akinek zászlóshajója az Eendracht volt, és De With, aki pedig a Brederodét vezette, megtámadták az ellenséget a homokos part megfelelő felmérése nélkül, és zátonyra futottak, miután körülvették őket. Több órányi harc után a Wismar hajó elfoglalta a Brederodétt amikor is De With-et halálosan megsebezték. A már részben elégett roncsot megmenthetetlennek vélték.